# Solanum juvenale
Solanum juvenale là loài thực vật có hoa trong họ Cà. Loài này được Thell. miêu tả khoa học đầu tiên năm 1908.